# Laura Monk
Laura Monk est une mathématicienne française travaillant sur les  surfaces hyperboliques aléatoires.

## Biographie
Monk est une ancienne élève de l'École normale supérieure (2014-2018). Elle obtient son doctorat en 2021 à l'université de Strasbourg sous la direction de Nalini Anantharaman avec une thèse intitulée « Geometry and spectrum of typical hyperbolic surfaces ». Elle fait ensuite en 2021-2022 un postdoc à l’Institut Max-Planck de mathématiques ; depuis 2022 et jusqu'en 2025, elle occupe un poste de research associate à l’université de Bristol.

## Prix et distinctions
En 2024, Laura Monk est l'une des trois lauréates du prix Maryam Mirzakhani New Frontiers « pour avoir fait progresser notre compréhension des surfaces hyperboliques aléatoires de genre supérieur ». Les deux autres lauréates sont Hannah Larson et Mayuko Yamashita.

## Publications (sélection)
- Laura Monk, « Benjamini–Schramm convergence and spectra of random hyperbolic surfaces of high genus », Analysis & PDE, vol. 15, no 3,‎ 2022, p. 727–752 (DOI 10.2140/apde.2022.15.727, lire en ligne)
- Nalini Anantharaman et Laura Monk, « A high-genus asymptotic expansion of Weil–Petersson volume polynomials », Journal of Mathematical Physics, vol. 63, no 4,‎ 2022, article no 043502, 26 p. (DOI 10.1063/5.0039385, lire en ligne)
- Laura Monk et Joe Thomas, « The tangle-free hypothesis on random hyperbolic surfaces », International Mathematics Research Notices, vol. 2022, no 22,‎ 2022, p. 18154–18185 (lire en ligne).
- Jean-Baptiste Fouvry, Christophe Pichon, Pierre-Henri Chavanis et Laura Monk, « Resonant thickening of self-gravitating discs: imposed or self-induced orbital diffusion in the tightly wound limit », Monthly Notices of the Royal Astronomical Society, vol. 471, no 3,‎ novembre 2017, p. 2642–2673 (DOI 10.1093/mnras/stx1625, lire en ligne)